# Gerard Quintana i Rodeja
Gerard Quintana i Rodeja (Girona, 27 de noviembre de 1964) es un cantante de pop rock y escritor español. Es conocido por haber liderado el grupo Sopa de Cabra, pero también por sus trabajos en solitario y otras colaboraciones.

## Biografía
Antes de formar parte de Sopa de Cabra había estado en los grupos Hasta los huevos de Mili y Ninyin's Mine Workers Union Band. Más tarde entró a formar parte de Sopa de Cabra como cantante y compositor desde los inicios del grupo (1986) hasta su disolución en 2001.
Ese mismo año inició su carrera en solitario con el disco Senyals de fum, grabado en los estudios de Quimi Portet. En 2004 editó su segundo disco en solitario Les claus de sal, más intimista y donde el piano tomaba más importancia. En Les claus de sal musicó algunos poemas de Jordi Guardans. En noviembre de 2005 sacó el disco Per un tros de cel. Paralelamente ha grabado con Jordi Batiste Els miralls de Dylan, Sense reina ni as y Escolta-ho en el vent, donde versionan a Bob Dylan.
También ha formado parte del grupo de versiones Astun Kiki y en el espectáculo del Àngel Bo. Después de la disolución de Sopa de Cabra presentó el espectáculo Els Enfants du Paradis donde compartía escenario con Dani Nel·lo y Lídia Pujol. También hizo una gira de pequeño formato con Francesc Bertran, llamada Doble Zero.
Ha colaborado en numerosos discos de otros artistas como Gossos, Albert Pla, Albert Fibla, Kabul Babà, Van de kul, Esteve de Franc, Quimi Portet, Ressonadors y Ricard Puigdomènech, entre otros.
Otra de sus facetas es la de actor. Ha participado en algunas películas, como por ejemplo Rateta, Rateta (1990), de Francesc Bellmunt. También ha hecho programas de radio en Onagirona, donde presentaba Latribu, y más recientemente en Catalunya Cultura Al mig del camí.
El 2014 estrenó el disco Tothom ho sap con el guitarrista Xarim Aresté.
El 2019 publicó la novela Entre el cel i la tierra. Su segunda novela titulada L'home que va viure dues vegades ganó el premio de las Letras Catalanas Ramon Llull de 2021.

## Discografía

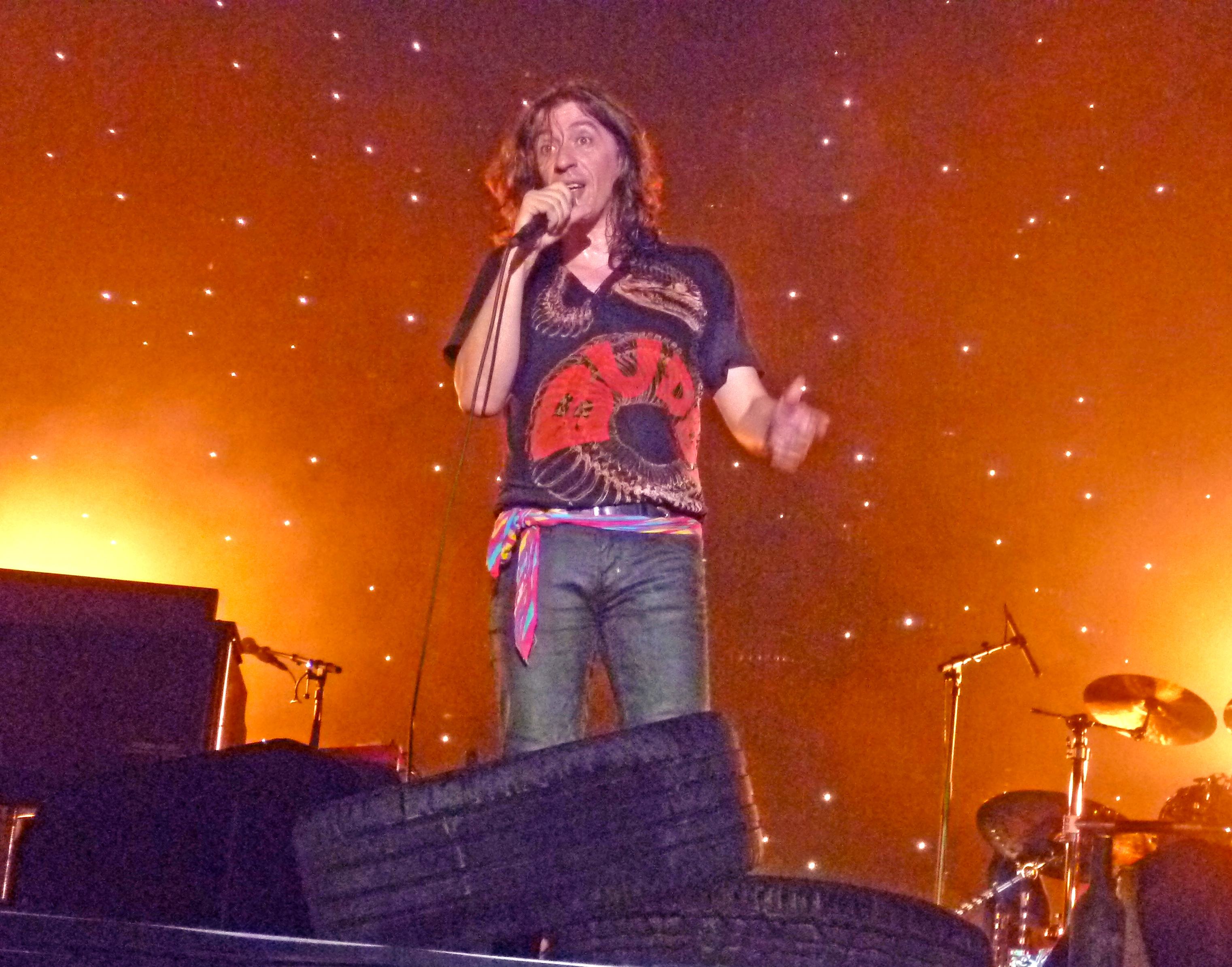
Gerard Quintana, en 2011 en Gerona

### ConSopa de Cabra[9]
- Sopa de Cabra (1989)
- La Roda (1990)
- Ben endins (1991) (directe)
- Girona 83-87 "Somnis de Carrer" (1992)
- Mundo Infierno (1993)
- Al·lucinosi (1994)
- Sss... (1996)
- La nit dels anys (1997) (directe)
- Nou (1998)
- Dies de carretera (2000)
- Plou i fa sol (2001)
- Bona nit, malparits! (2002) (directe)
- El llarg viatge (2003)
- Podré tornar enrere. El tribut a Sopa de Cabra (2006) (cançó "Seguirem somniant")
- Ben endins - Re/Ebullició (2011)
- El retorn (2011)
- Cercles (2015)
- La gran onada (2020)
- Ànima (2024)

### ConJordi Batiste-Els miralls de Dylan
- Els miralls de Dylan (1998)
- Sense reina ni as (2000)
- Forever young - Per sempre jove (2012)

### En solitario[10]
- Senyals de fum (2003)
- Les claus de sal (2004)
- Per un tros de cel (CD+DVD) (2005)
- Treu banya (2007)
- Deterratenterrat (2010)
- Tothom ho sap (2014)

## Obra literaria
- 2019 Entre el cel i la terra
- 2021 L'home que va viure dues vegades